# Petur Reinert
Petur Arthur Reinert (født 8. september 1923 i Kaldbak, død 28. juli 1991) var en færøsk skibsreder, læge og politiker (TF).
Han var kommunelæge 1960–1975 og 1978–1986 i Eiđi, samt direktør og skibsreder fra 1986.

## Tillidshverv og politisk karriere
Reinert sad i bestyrelsen for erhvervsfonden Menningargrunnurin 1973–1975 og 1988, Fiskivinnuráðið 1979–1980 og Fossbankin 1985–1991.
Reinert var kommunalbestyrelsesmedlem i Eiðis kommuna 1970–1975 og fiskeri- og kommunalminister i Atli Dams anden regering 1975–1979. Han var valgt til Lagtinget fra Eysturoy 1980–1984 og mødte senere fast for Signar á Brúnni 1989–1990 som suppleant.